# Walther Iven
Walther Iven oder Walter Iven, ehemals Walther Kuß (geboren 23. Februar 1881; in Stettin; gestorben im April 1945 nördlich von Berlin), war ein deutscher Offizier, Forschungsreisender und Lehrer im Orient sowie Gründer und Schulleiter der ersten Deutschen Schule in Afghanistan, der späteren Amani-Oberrealschule in Kabul.

## Leben
Walter Iven besuchte nach dem Abschluss an einer Mittelschule ein Lehrerseminar, absolvierte dann seinen Militärdienst und legte anschließend seine zweite Lehrerprüfung ab.
Um die Jahrhundertwende nahm er zunächst in der Hauptstadt des Osmanischen Reichs eine Stellung als Lehrer an der Deutschen Schule in „Heidar Pascha“ an und wechselte 1903 oder 1904 an die deutsche Oberrealschule in Konstantinopel, an der er bis 1908 lehrte.
Ab 1908 unterrichtete er als einer der ersten deutschen Lehrer an der Deutschen Schule in Teheran. Dort arbeitete er im Nebenamt als Korrespondent der Kölnischen Zeitung, in der er über „die politischen und wirtschaftlichen Verhältnisse“ schrieb, vor allem über die Revolutionen der Jahre 1908 und 1909.
1912 oder 1913 kehrte Iven nach Deutschland zurück, „trat in den Schuldienst von Berlin-Charlottenburg ein“ und unterrichtete dort bald Begabtenklassen.
Als Kriegsfreiwilliger diente Iven, der die türkische Sprache und die persische Sprache beherrschte, vier Jahre im Ersten Weltkrieg, anfangs in Frankreich und Russland, später auch als Offizier in der Osmanischen Armee. In Mesopotamien wurde er unter anderem als „Dolmetscher und Fernsprecher“ in Bagdad, aber auch in Persien, sowie in Mossul eingesetzt.
Zurückgekehrt in den Berliner Schuldienst holte Iven nebenbei das Abitur nach, um anschließend an der Friedrich-Wilhelms-Universität zu Berlin zu studieren. An der Philosophischen Fakultät legte er am 11. März 1922 seine Dissertation ab zum Thema Das Kulturland Persiens.
Ebenfalls Anfang der 1920er Jahre unterrichtete Iven in Berlin-Charlottenburg eine Gruppe junger Afghanen, die zu Ausbildungszwecken nach Deutschland gesandt worden war. Aufgrund dieser Erfahrungen schlug er 1922 dem um Reformen und die soziale und politische Modernisierung engagierten späteren afghanischen König Amanullah die Errichtung einer Deutschen Schule im eigenen Land vor.
Schon im Folgejahr 1923 ging Walther Iven in Kabul „mit großem Eifer an den Aufbau dieser Bildungsstätte,“ die er am 15. April 1924 als „Königliche Amani-Oberrealschule“ für die ersten Schüler eröffnete. In Anlehnung an das deutsche Schulsystem wurde dort dann auch fast durchgängig Deutsch gesprochen.
Mehr als zehn Jahre leitete Iven die Elite- und später auch „Nedjat-Schule“ genannte staatliche, „Königliche Regierungsschule“, unterbrochen nur durch einen Aufenthalt 1925 in Berlin zur Ablage seines Examens. Er leitete damit eine rund 300 zumeist afghanische Schüler zählende Bildungseinrichtung zur „Vorbereitung ihrer Zöglinge auf das Studium an deutschen Universitäten und Hochschulen mit dem Zweck, S. M. tüchtige höhere Beamte, Ingenieure, Ärzte und Lehrer zu beschaffen.“ In Wort und Tat vermittelte der „Idealist am Rande der Ökumene“ dabei zugleich zwischen christlichen und muslimischen Werten.
Nachdem König Amanullah sich 1929 zur Abdankung gezwungen gesehen hatte, kam es im nach dem Umsturz herrschenden Unruhen auch zu Plünderungen und Verwüstungen an der Kabuler Deutschen Schule. Iven vermerkte später: „Gegen den Vandalismus war ich ohnmächtig.“ Nur zum Teil konnte er einige aus der Schulbibliothek gestohlene Bücher auf verschiedenen Basaren Kabuls zurückkaufen.
1932 initiierte Iven die nach ihm „Ivensche Badachschanexpedition“ benannte Forschungsreise unter Leitung des Kartographen Paul Langhans; eine als Lithografie nach Zeichnungen von Paul Müller vervielfältigte Karte kommentierte Iven kurz daraufhin bei Justus Perthes.
Mitte der 1930er Jahre berichtete der ehemalige Schulleiter in Petermanns Geographischen Mitteilungen über seine Forschungsreise vom Pandschschir-Tal bis zum Pandsch im Hindukusch und im Nordosten Afghanistans.
1935 kehrte Iven nach Berlin zurück. Dort vermachte er dem Botanischen Garten und Botanischen Museum Berlin „den Samen einer Zwergpalme aus Afghanistan.“
Walther Iven starb kurz vor dem Ende des Zweiten Weltkrieges „im April 1945 als Führer einer Volkssturmkompanie nördlich Berlins“ im Alter von 64 Jahren.

## Werke (Auswahl)
- Handelsratgeber für Persien. 1911.[13]
- Das Kulturland Persiens, Dissertation 1922 an der Friedrich-Wilhelms-Universität zu Berlin
  - Auszug in: Jahrbuch der Dissertationen der Philosophischen Fakultät Berlin. 1921-1922, Bd. 1, S. 236–241
- Deutsche Bildungsarbeit im Ausland, in Franz Schmidt (Hrsg.): Aus deutscher Bildungsarbeit im Auslande. Erlebnisse und Erfahrungen in Selbstzeugnissen aus aller Welt, Bd. 2: Außereuropa, Langensalza: Beltz, 1928, S. 188–190
- Paul Müller (Zeichner), Walter Iven (Text): Karte der Ivenschen Badachschanexpedition 1932 / nach den Originalaufnahmen des Leiters der Expedition entworfen u. gezeichnet von Paul Müller. Leitung: Paul Langhans, in: Dr. A. Petermann's Mitteilungen aus Justus Perthes' Geographischer Anstalt, Gotha [u. a.]: Perthes, Tafel 7 (Lithografie) mit einem erläuternden Text von Walther Iven, S. 113–117[12][14]
- Vom Pändschir zum Pändsch. Bericht über eine Forschungsreise im Hindkusch und in Nordost-Afganistan, mit 8 Illustrationen und einer Karte, in: Petersmanns Mitteilungen, 81. Jahrgang, 1935, Heft 5, S. 157–161[7]